# Irene Tinagli

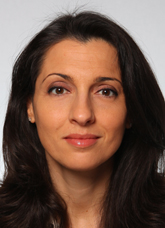
Irene Tinagli

Irene Tinagli (nascida em 16 de abril de 1974 em Empoli) é uma economista e política italiana que é deputada ao Parlamento Europeu desde 2019. No parlamento, ela actua como presidente da Comissão de Assuntos Económicos e Monetários.

## Carreira
Naqueles anos, Tinagli foi consultora do Departamento de Assuntos Económicos e Sociais das Nações Unidas, contribuindo para a redação do livro Understanding Knoweldge Societies, publicado em 2005 pelas Nações Unidas. Ela também trabalhou como consultora para a Comissão Europeia e vários órgãos regionais e governos na Itália e no exterior.
Em 2009, Tinagli começou a leccionar "Cursos de Gestão e Organização" na Universidade Charles III de Madrid.

### Membro do Parlamento Europeu, 2019 - presente
Em 2019, Tinagli foi candidata pelo Partido Democrata nas eleições europeias e foi eleita membro do Parlamento Europeu com 106.710 votos. Inicialmente, ela deveria trabalhar no Comité de Comércio Internacional, mas após a nomeação de Roberto Gualtieri como ministro das finanças em 5 de setembro, ela foi eleita presidente do Comité de Assuntos Económicos e Monetários para suceder a Gualtieri. Em 2020, ela também ingressou no Subcomité de Assuntos Tributários.
Além de suas atribuições nos comités, Tinagli é membro da delegação para as relações com os Estados Unidos.

## Outras actividades
- Amigos da Europa, membro do Conselho de Curadores (desde 2020)[6]